# Herrenlosigkeit
Territorien oder Sachen sind herrenlos, wenn sie niemals einen Herrscher, Eigentümer oder Besitzer hatten, oder wenn die Herrschaft darüber aufgegeben wurde (Dereliktion). Mit der Okkupation einer Sache oder eines Territoriums ohne Regierung bzw. Herrscher endet die Herrenlosigkeit. In vielen Staaten wird der lateinische Begriff bona vacantia verwendet.

## Allgemeines Sachenrecht laut BGB
Das Bürgerliche Gesetzbuch (BGB) musste Regelungen für die Fälle vorsehen, bei denen eine bewegliche Sache niemals jemandem gehört hat oder der frühere Eigentümer auf sein Eigentum verzichtet und den Besitz aufgegeben hat. Darin unterscheidet sich die herrenlose Sache (lateinisch res nullius) von der lediglich besitzlosen Sache, die sich jemand nicht unmittelbar aneignen kann, sondern allenfalls als Fundgegenstand (§ 965 BGB) oder Schatz (§ 984 BGB) unter strengen Voraussetzungen angeeignet werden kann. Die besitzlose Sache hat nämlich grundsätzlich einen Eigentümer und ist daher nicht herrenlos. Der Begriff Herrenlosigkeit erstreckt sich meist lediglich auf bewegliche Sachen, weil es in Deutschland wegen der gesetzlichen Regelung nur sehr selten herrenlose Grundstücke mehr geben kann. Ein Grundstück kann allerdings dann herrenlos werden, wenn der Eigentümer gegenüber dem Grundbuchamt auf sein Eigentum verzichtet und jenes den Verzicht im Grundbuch einträgt (§ 928 Abs. 1 BGB). Dann hat allerdings nicht jedermann ein Aneignungsrecht, sondern nur das betroffene Bundesland (§ 928 Abs. 2 BGB). Verzichtet ein Bundesland wie im Fall der Zuckerfabrik in Hecklingen auf sein originäres Aneignungsrecht, kann es in seltenen Fällen zur Herrenlosigkeit auch eines Grundstücks kommen. In letzter Zeit entsteht durch ähnliche Fälle, bei denen keine Aneignung durch das entsprechende Bundesland, meist aufgrund von fehlender wirtschaftlicher Rentabilität, stattfindet, immer mehr herrenloser Boden. Oft sind diese Grundstücke mit hohen Hypotheken belastet oder die Gebäude stark sanierungsbedürftig.
Grundstücksgleiche Rechte wie Erbbaurecht oder Wohnungseigentum können durch Verzicht nicht herrenlos werden.
Die Herrenlosigkeit war bereits im römischen Recht bekannt. An Sachen (lateinisch res derelictae), woran der bisherige Eigentümer Besitz und Eigentum absichtlich (mit lateinisch animus dereliquendi) aufgegeben hat, ohne sie einem andern zuzuwenden, wurde das Eigentum von demjenigen erworben, der sie in Besitz nahm.

## Arten
Man unterscheidet Sachen danach, ob sie von Anfang an herrenlos waren oder erst nachträglich herrenlos geworden sind.

### Von Anfang an herrenlos
Von vorneherein herrenlos sind Sachen, deren natürliche Eigenschaften eine eigentumsmäßige Beherrschung ausschließen wie Luft, fallender Regen und Schnee, Meerwasser oder in Freiheit lebende wilde Tiere (§ 960 Abs. 1 BGB) einschließlich solcher Fische in öffentlichen Gewässern. Diese Sachen sind von Anfang an herrenlos. Nicht herrenlos sind dagegen wilde Tiere in Tiergärten (Zoos) und Zucht- oder Besatzfische in privaten Teichen, wildwachsende Pflanzen sowie Holz- und Laubabfälle in Wäldern. „Wild“ als Gattungsbegriff bezeichnet Tiere, die ihrer Art nach nicht der menschlichen Herrschaft unterliegen.

### Nachträglich herrenlos
Erst nachträglich herrenlos werden Sachen, bei denen der ursprüngliche Eigentümer auf sein Recht verzichtet und den Besitz an ihr aufgibt (Dereliktion; § 959 BGB). Dereliktion ist juristisch das Herrenloswerden einer Sache. Ein wildes Tier wird herrenlos, wenn es sich mit Erfolg der menschlichen Beherrschung entzieht. Ein ungezähmtes Wildtier wird herrenlos, wenn es seine Freiheit wiedererlangt und vom Eigentümer nicht unverzüglich verfolgt wird oder er die Verfolgung aufgibt (§ 960 Abs. 2 BGB). Das gilt auch für den aus seinem Stock ausgezogenen Bienenschwarm (§ 961 BGB). Ein gezähmtes Wildtier wird herrenlos, wenn es die Gewohnheit aufgibt, an den ihm vom Menschen bestimmten Ort (lateinisch animus revertendi) zurückzukehren (§ 960 Abs. 3 BGB). Die bewusste Eigentumsaufgabe an anderen Sachen (z. B. der Leser lässt die ihm gehörende Zeitung im Zug liegen) und die Besitzaufgabe hieran lässt sich durch die Begleitumstände erkennen.

### Ungeklärte Rechtslagen
In einigen Staaten gelten der Besitz und das Vermögen eines Verstorbenen als herrenlos, solange keine Erben ermittelt werden konnten. Wenn innerhalb einer festgesetzten Frist kein Erbe gefunden worden ist, fallen Besitz und Vermögen meist an den Staat, in dem der Verstorbene seinen letzten Aufenthalt hatte. Wegen des damit verbundenen Verwaltungsaufwandes hat das Vereinigte Königreich die Wertgrenze für die zentrale Meldung auf 500 Pfund Sterling festgelegt. In Deutschland gibt es keine Wertgrenze, die Aufrufe zur Suche von Erben werden von den jeweiligen Amtsgerichten veröffentlicht.

## Herrenlosigkeit bei Abfall
Kompliziert ist die Lösung der Alltagsfrage im Hinblick auf die Bereitstellung der Mülltonnen oder das Abstellen von Sperrmüll für die Müllabfuhr. Dabei sind nach dem Abfallrecht nur diejenigen Abfälle herrenlos, für die es keinen Abfallbesitzer gibt (z. B. § 3 Abs. 6 brandenburgisches Kreislaufwirtschafts- und Bodenschutzgesetz). Als Abfallbesitzer gilt jede natürliche oder juristische Person, die tatsächliche Sachherrschaft über Abfälle hat; das sind meist öffentlich-rechtliche Entsorgungsträger. Herrenlos ist damit nur derjenige Abfall, der auf den für die Allgemeinheit frei zugänglichen Grundstücken verbotswidrig abgelagert wird. Sperrmüll ist nur dann herrenlos, wenn er nicht Teil von öffentlichen Sammelaktionen im Rahmen einer Sperrmüllabholung darstellt. Ob allerdings aus § 13 KrWG/AbfG ein Dereliktionsverbot abgeleitet werden kann, ist umstritten. In der Regel wird mit der Abfallentstehung die Einforderung einer öffentlichen Dienstleistung nach dem Abfallgesetz verbunden sein. Die zivilrechtliche Dereliktion und die abfallrechtliche Entledigung stimmen deshalb meistens nicht überein. Wirft jemand achtlos eine Sache weg, so ist dies abfallrechtlich unzulässig, da Abfälle immer einem Entsorgungspflichtigen zu überlassen sind (§ 3 Abs. 1 AbfG); zivilrechtlich ist die Person aber nicht gehindert, ihr Eigentum und ihren Besitz hieran jederzeit aufzugeben. Auskunft gibt im Zweifel die örtliche Abfallsatzung.

## Leichnam
Die Beurteilung eines Leichnams im Hinblick auf die Herrenlosigkeit ist umstritten. Der Leichnam ist zivilrechtlich keine Sache. Die in ihm enthaltenen künstlichen Sachen (wie Prothesen, Herzschrittmacher, künstlichen Organe oder Goldzähne) erhalten nach dem Tod und ihrer Trennung vom Leichnam ihre Sacheigenschaft zurück, werden nach Trennung vom Leichnam herrenlos und unterliegen dem Aneignungsrecht der Familienangehörigen oder Erben des Verstorbenen. Werden diese künstlichen Sachen noch zu Lebzeiten vom Körper getrennt (etwa wegen Austauschs), so ist nach herrschender Meinung § 953 BGB analog anwendbar; mit ihrer Trennung stehen sie im Eigentum dessen, mit dessen Körper sie bisher fest verbunden waren. Ein Leichnam ist nach herrschender Auffassung nicht herrenlos, da § 168 StGB (Störung der Totenruhe) von einem „Gewahrsam“ des „Berechtigten“ an der Leiche ausgeht.

## Aneignung
Nimmt jemand herrenlose Sachen an sich, spricht man von Okkupation. Die Aneignung herrenlosen Gutes ist ein Unterfall des originären Eigentumserwerbs. Eigentümer durch Aneignung wird, wer eine herrenlose Sache in Eigenbesitz nimmt. Der Eigenbesitzer besitzt die herrenlose Sache „als ihm gehörend“ (§ 872 BGB). Voraussetzung für eine Aneignung ist jedoch, dass das Aneignungsrecht nicht kraft Gesetzes jemand anderem zusteht wie im Jagd- und Fischereirecht. Ein Aneignungsrecht steht hier lediglich dem Grundstückseigentümer zu. Nimmt der Berechtigte diesen Fang in Besitz, wird er auch Eigentümer. Der Wilderer hingegen erlangt hieran durch unberechtigte Aneignung kein Eigentum, vielmehr bleiben diese Tiere herrenlos. Deshalb ist die freie Aneignung fast nur noch bei wertlosen Sachen möglich (eingeschränkt bei Müll und Sperrmüll). Die freie Aneignung wirtschaftlich wertvoller Sachen ist auf die Fischerei im offenen Meer und Küstengewässer beschränkt.
Eignet sich jemand eine Sache an, von der er irrig meint, sie sei herrenlos, sie gehört aber in Wirklichkeit jemand anderem, so handelt es sich um besitzlose Sachen. Entweder gilt der Aneignende als Finder (bei verlorengegangenen Sachen), Wilderer (bei Fischen in stehenden Gewässern und jagdbarem Wild) oder Schatzfinder. In diesen Fällen hat der wirkliche Eigentümer, dem nur der Besitz abhandengekommen ist, einen Herausgabeanspruch (§ 985 BGB) bzw. Anspruch auf hälftigen Anteil am Schatzfund (§ 984 BGB).

## Strafrecht
Auch dem deutschen Strafrecht ist die Herrenlosigkeit nicht unbekannt. Diebstahl ist die Wegnahme fremder Sachen (§ 242 StGB). Eine Sache ist fremd, wenn sie verkehrsfähig und nicht herrenlos ist und auch nicht im Alleineigentum des Täters steht. Daraus ergibt sich, dass die Wegnahme herrenloser Sachen niemals Diebstahl sein kann. An herrenlosen Sachen kann auch keine Sachbeschädigung begangen werden (§ 303 StGB).

## International
Zur Dereliktion des Eigentums an einer beweglichen Sache in der Schweiz genügt in objektiver Hinsicht das willentliche Preisgeben und Verlassen der Sache. Gemäß dem Publizitätsprinzip muss die Besitzaufgabe tatsächlich und definitiv durchgeführt werden; dem Aufgebenden darf nach erfolgter Eigentumsaufgabe kein Gewahrsam an der Sache mehr zustehen. Auch bei Grundstücken ist in der Schweiz nach Art. 964 Abs. 1 ZGB die Eintragung erforderlich, ein vorrangiges Aneignungsrecht des Staates ist hingegen unbekannt. Nach Art. 664 ZGB gehören „herrenlose und öffentliche Sachen“ wie Berge, Gletscher und andere kulturunfähige Güter dem Kanton. Anders als in Deutschland ist lediglich die Behandlung von Abfall. In der Schweiz („was weggeworfen wird und nicht für Dritte bestimmt ist, gehört niemandem mehr“) ist jede Art von Abfall herrenlos.
Auch in Österreich ist Herrenlosigkeit bekannt und wird rechtlich wie in Deutschland beurteilt. Herrenlose Sachen werden in Österreich „freistehende Sachen“ genannt (§ 386 ABGB). Sachen, die nur zum Gebrauch überlassen werden (wie Straßen, Flüsse, Seehäfen und Meeresufer (!)) heißen hier öffentliches Gut. Herrenlosigkeit entsteht auch durch eine erbenlose Verlassenschaft. In Österreich können außerdem herrenlose Grundstücke von jedem Staatsbürger angeeignet werden (§ 382 ABGB). Freistehende Sachen können durch Zueignung (= Aneignung) in Besitz genommen und als die eigene behandelt werden (§ 381 ABGB). Die Preisgabe erfolgt durch Besitzaufgabe, die aus den Umständen eindeutig erkennbar sein muss. Die Beweispflicht obliegt demjenigen, der sich auf die Herrenlosigkeit beruft. In Österreich verhindern Sondervorschriften wie die Abfallbeseitigungs- und Müllabfuhrgesetze die Herrenlosigkeit des Abfalls, da ein entschädigungsloser Erwerb durch Gemeinden vorgesehen ist.